# ヘルプゼン
ヘルプゼン (ドイツ語: Helpsen) は、ドイツ連邦共和国ニーダーザクセン州シャウムブルク郡のザムトゲマインデ・ニーンシュテットに属す町村（以下、本項では便宜上「町」と記述する）である。

## 地理
自治体ヘルプゼンは、ヘルプゼン、キルヒホルステン（ヴィッテンフェルトを含む）、ジュートホルステンの各地区からなる。

### 隣接する市町村
ヘルプゼンは北東から時計回りに以下の市町村と境を接する: シュタットハーゲン、ニーンシュテット、オーベルンキルヒェン、ゼッゲブルーフ、ヘスペ。ヘルプゼン、ヘスペ、ゼッゲブルーフとともに「ベルククルークゲマインデン」を形成している。

## 行政

### 議会
この町の議会は、13議席からなる。

## 経済と社会資本

### 交通
ヘルプゼンには、ハノーファーSバーン S1号ミンデン - ヴンストルフ - ハノーファー線の駅（キルヒホルステン駅）がある。列車は1時間ごとに運行している。

## 引用
1. ↑  Landesamt für Statistik Niedersachsen, LSN-Online Regionaldatenbank, Tabelle A100001G: Fortschreibung des Bevölkerungsstandes, Stand 31. Dezember 2023